# Terry Richardson

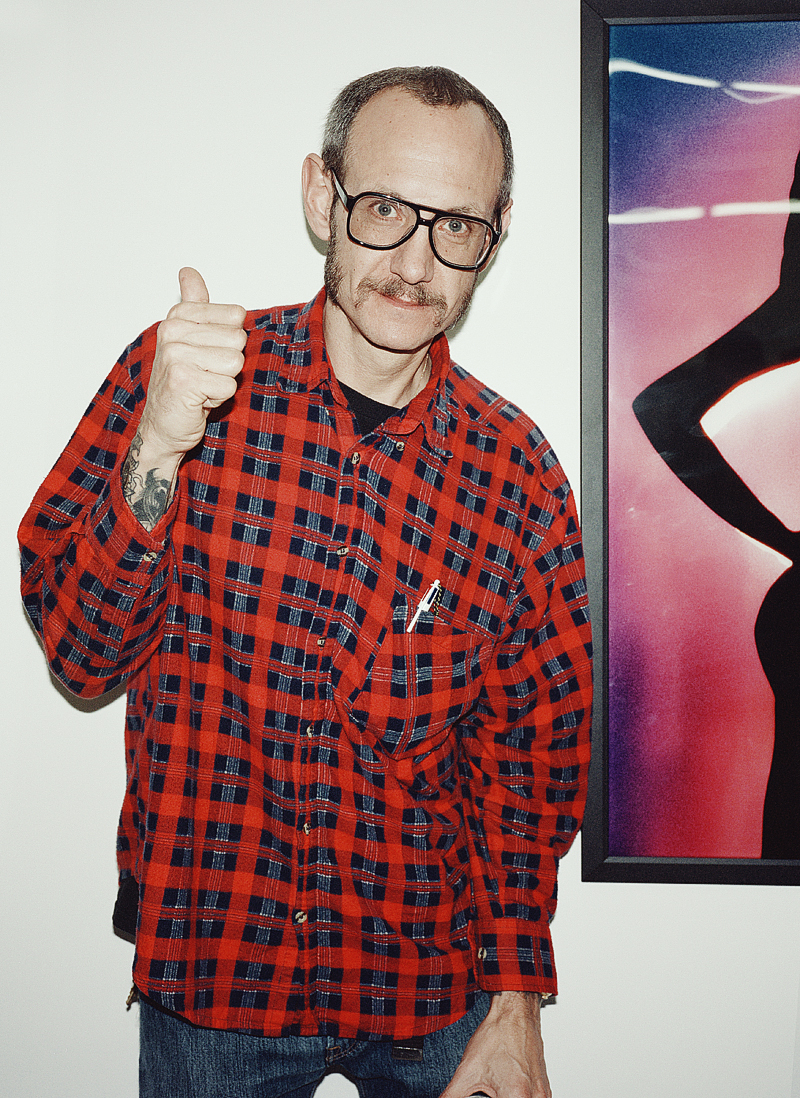
Terry Richardson (2012)

Terrence „Terry“ Richardson (* 14. August 1965 in New York City) ist ein US-amerikanischer Fotograf.

## Leben
Richardson ist der Sohn des Modefotografen Bob Richardson. Terrys Mutter Norma, eine Stylistin und Tänzerin, hatte ihren Sohn bei ihrer Arbeit stets dabei. So lernte Terry Richardson früh die Modewelt in Paris und London kennen. Fünf Jahre nach seiner Geburt ließ sich sein Vater Bob Richardson von seiner Frau scheiden. Terry zog mit seiner Mutter nach Woodstock, wo sie ihren zweiten Mann kennenlernte. Als er elf Jahre alt war, verunglückte sie bei einem Autounfall schwer und lag einen Monat im Koma. Sie überlebte, jedoch blieb ein Teil ihres Gehirns irreparabel geschädigt, sodass sie den Lebensunterhalt für sich und ihren Sohn aus der Sozialhilfe beziehen musste. In seiner Jugend spielte Richardson in einer Punkband namens Doggy Style, später Signal Street Alcoholics, jedoch kam es nie zu Plattenaufnahmen. Während der Tourneen mit seiner Band begann er zu fotografieren.
Bekannt wurde er durch seine provozierenden, sexuell getönten Fotoserien für die Modemarke Sisley ab dem Jahre 2000. Richardson bildet häufig sexuelle Motive ab und wird von den Medien daher häufig mit der Stilrichtung des Porn Chic in Verbindung gebracht. Die englische Zeitung Guardian bezeichnete Richardsons umstrittenen Modefotografie-Stil als „soft porn“.

## Vorwürfe sexueller Übergriffe
Im März 2010 geriet Richardson in die Schlagzeilen, als ihm das Supermodel Rie Rasmussen, nachdem er ein Foto von ihr in seinem Buch TerryWorld veröffentlicht hatte, die sexuelle Ausnutzung junger weiblicher Models vorwarf. Rasmussen erklärte, Richardson nutze seine Macht als Skandalfotograf aus, um junge Frauen zu Nacktfotos zu bewegen. Es folgten, zum Teil anonym, Vorwürfe weiterer Personen über zum Teil feministische Blogs. Richardson hatte schon früher zugegeben, dass er manchmal mit Models nach dem Fotografieren Sex habe, wies aber darauf hin, dass die Models zugestimmt hätten. Der Guardian zitierte ihn: „Ich glaube nicht, dass ich sexsüchtig bin, aber ich habe schon Probleme.“ Die Vorwürfe halten seitdem an und wurden im Juni 2014 zum wiederholten Mal von ihm zurückgewiesen.
Am 22. Oktober 2017 fragte die Sunday Times im Zuge des Weinstein-Skandals um den US-Filmproduzenten Harvey Weinstein, warum Richardson in der Modeszene eigentlich immer noch gefeiert werde, obwohl ihm viele Frauen seit Jahren sexuellen Missbrauch vorwerfen. Der Vize-Präsident des Condé Nast Verlags ordnete danach in einer internen E-Mail laut Daily Telegraph an, die Zusammenarbeit mit Richardson sofort zu beenden. Die Modelabels Valentino und Bulgari kündigten ebenfalls die Zusammenarbeit. Aufgrund der zahlreichen beruflichen Konsequenzen ist er seit 2018 nicht mehr als Fotograf aktiv.

## Werk
Er arbeitete für Modemarken wie American Apparel, Sisley, Gucci, Supreme, Levi’s, Hugo Boss, Anna Molinari und Baby Phat, außerdem für die Zeitschriften Vogue, Vice, Harper’s Bazaar, The Face, Dazed & Confused und GQ. Richardsons Markenzeichen ist ein amateurhafter, sehr roher und direkter Stil.

## Veröffentlichungen
- 1999: Son Of Bob
- 2000: Feared by Men, Desired by Women
- 2002: Too Much
- 2004: Terry Richardson
- 2004: Kibosh Book
- 2004: Terryworld
- 2010: Pirelli-Kalender 2010
- 2011: Lady Gaga x Terry Richardson
- 2013: Rihanna Cover Rolling Stone Magazin
- 2016: Skinny

## Musikvideos
- 1999: Primal Scream – Swastika Eyes
- 1999: Death in Vegas – Aisha
- 2012: Lady Gaga feat. DJ White Shadow – Cake like Lady Gaga
- 2013: Miley Cyrus – Wrecking Ball
- 2013: Lady Gaga feat. R. Kelly – Do What you Want
- 2013: Taylor Swift – The Last Time
- 2013: Beyoncé – XO
- 2017: Anitta, Mc Zaac, Maejor Feat. Tropkillaz & DJ Yuri Martins – Vai Malandra